# Романовская, Елена Константиновна
Еле́на Константи́новна Романо́вская (род. 3 декабря 1984 года в Москве) — российская фигуристка, выступавшая в танцах на льду с Александром Грачёвым, с которым выиграла чемпионат мира среди юниоров 2004 года, была бронзовым призёром юношеского чемпионата мира в 2002 году. Пара входила в сборную команду России на Олимпиаде в Турине в качестве запасных. Пара участвовала в Австрии на зимней Универсиаде 2005 года. Тренировались у Светланы Алексеевой и Елены Кустаровой.
После чемпионата мира 2006 года, где Романовская/Грачёв стали 23-ми, пара распалась. Александр встал в пару с Анастасией Платоновой, а Елена пыталась найти нового партнера в Канаде, однако безуспешно.
Осенью 2008 года Елена приняла участие в телешоу канала РТР «Звёздный лёд», где выступила в паре с певцом Митей Фоминым.

## Спортивные достижения
| Соревнование                          | 1999—2000 | 2000—2001 | 2001—2002 | 2002—2003 | 2003—2004 | 2004—2005 | 2005—2006 |
| ------------------------------------- | --------- | --------- | --------- | --------- | --------- | --------- | --------- |
| Чемпионаты мира                       |           |           |           |           |           |           | 23        |
| Чемпионаты мира среди юниоров         |           | 6         | 3         | 3         | 1         |           |           |
| Чемпионаты России                     | 7J        | 4J        | 2J        | 3J        | 2J        | 4         | 4         |
| NHK Trophy                            |           |           |           |           |           |           | 6         |
| Skate Canada International            |           |           |           |           |           |           | 5         |
| Skate America                         |           |           |           |           |           | 11        |           |
| Зимние Универсиады                    |           |           |           |           |           | 4         |           |
| Финалы юниорского Гран-при            |           | 5         | 2         | 3         | 2         |           |           |
| Этапы юниорского Гран-при, Япония     |           |           |           |           | 2         |           |           |
| Этапы юниорского Гран-при, Словакия   |           |           |           | 1         | 1         |           |           |
| Этапы юниорского Гран-при, Италия     |           |           |           | 2         |           |           |           |
| Этапы юниорского Гран-при, Нидерланды |           |           | 1         |           |           |           |           |
| Этапы юниорского Гран-при, Швеция     |           |           | 1         |           |           |           |           |
| Этапы юниорского Гран-при, Польша     |           | 1         |           |           |           |           |           |
| Этапы юниорского Гран-при, Германия   |           | 3         |           |           |           |           |           |

J=юниорский уровень